# Ludigenus
Ludigenus là một chi bọ cánh cứng trong họ 
Elateridae.
Chi này được miêu tả khoa học năm 1863 bởi Candèze.

## Các loài
Các loài trong chi này gồm:
- Ludigenus politus Candèze, 1863
- Ludigenus primaevus Candèze, 1863